# Elarica Gallacher
Pour les articles homonymes, voir Gallacher.
Elarica Johnson (née Gallacher) le 21 août 1989 à Londres, est un mannequin et une actrice afro-britannique, née d'une mère d'origine africaine et d'un père britannique. 
Elle est aujourd'hui surtout connue pour le rôle Hailey (aka Autumn Night) dans la série américaine P-Valley, créé par Katori Hall, en 2020.
Précédemment elle a été révélée dans le rôle de la serveuse du bar du métro de Londres, dans le film Harry Potter et le Prince de sang-mêlé. Elarica a également participé à la série télévisée Fallout. En 2010, elle joue dans le film Chatroom.

## Filmographie

### Cinéma

#### Longs métrages
- 2009 : Harry Potter et le prince de sang-mêlé de David Yates : La serveuse
- 2010 : Chatroom de Hideo Nakata : Ushi
- 2012 : My Brother the Devil de Sally El Hosaini : Vanessa
- 2013 : Soirée filles (Powder Room) de M.J. Delaney : Jenny
- 2014 : The Forgotten de Olivier Frampton : Carmen
- 2015 : AfterDeath de Gez Medinger et Robin Schmidt : Patricia
- 2017 : How to Talk to Girls at Parties de John Cameron Mitchell : ?
- ? : Sexual Healing de Julien Temple : Janis Gaye

#### Courts métrages
- 2014 : The Place We Go to Hide : Celeste
- 2015 : Occupy : Nisha

### Télévision

#### Téléfilms
- 2008 : Fallout de Ian Rickson : Aylia

#### Séries télévisées
- 2010 : EastEnders : Kylie (12 épisodes)
- 2011 : Top Boy : Sophie (3 épisodes)
- 2012 : 13 Steps Down : Nerissa Nash (2 épisodes)
- 2013 : Jo : Jasmine (épisode 2, saison 1)
- 2015 : The Delivery Man : Comfort Evans (1 épisode)
- 2016 : Meurtres au paradis : Sadie Mernier (épisode 3, saison 5)
- 2017 : Cormoran Strike : Lula Landry (2 épisodes)
- 2019 :  A Discovery of Witches  : Juliette Durand
- 2020 - 2022  :  P-Valley  : Hailey (aka Autumn Night)